# Première nation de Carcross/Tagish
La Première Nation de Carcross/Tagish est une Première Nation située dans le territoire du Yukon, au Canada. Ses centres de population originaux étaient à Carcross et Tagish, bien que beaucoup de ses citoyens vivent aussi à Whitehorse. Les langues à l'origine parlées par le peuple de Carcross/Tagish étaient le tagish et le tlingit.